# Kangxi
Kangxi (4 mei 1654- 20 december 1722) was van 1661 tot 1722 de derde keizer van de Qing-dynastie en de tweede van de dynastie die over China regeerde. Tot aan augustus 1667 was er sprake van een regentschap. Kangxi was de zoon van de vorige keizer Shunzhi en zijn gemalin Xiao Kang Zhang. Zijn vader was overleden aan de pokken. De keus voor Kangxi als zijn opvolger werd in sterke mate bepaald door het feit, dat hij als kind die ziekte al had gekregen en dus hiervoor immuun was geworden.
Kangxi is een van de belangrijkste keizers in de Chinese geschiedenis geweest. In 1644 was de Ming-dynastie (1368-1644) gevallen en hadden de Mantsjoes Peking veroverd. In de decennia daarna werd het gehele land onder controle gebracht. Dit proces werd in het begin van de regeerperiode van Kangxi afgerond. Het tweede deel van zijn periode was gericht op het bevorderen van de economische vooruitgang, verhoging van het welvaartspeil en de patronage van kunst en cultuur.
In zijn regeerperiode werd de opstand van de Drie Leengoederen in het zuiden bedwongen en werd Taiwan een onderdeel van het rijk. Het Verdrag van Nertsjinsk met Rusland van 1689 was het eerste verdrag van China met een Europees land en legde voor een belangrijk deel de formele grenzen tussen beide landen vast. Vanaf 1691 ging ook het gebied van de huidige republiek Mongolië deel uit maken van het rijk; een situatie die tot 1911 zou duren. In 1720 besloot Kangxi militair in Tibet te interveniëren. Een Chinese legermacht verdreef de Dzjoengaren uit het land die dit in 1717 hadden bezet. De legermacht bracht Kälsang Gyatso mee, de zevende dalai lama, die dan geïnstalleerd wordt. Dit was de aanvang van de periode van het Chinese protectoraat over Tibet.
De besluitvorming was tijdens de regeerperiode van Kangxi veel meer dan onder zijn opvolgers een zaak van de keizer zelf. Kangxi was in staat een fenomenale hoeveelheid rapporten dagelijks te lezen en van commentaar te voorzien. Hij was zeer geïnteresseerd in westerse technologie, liet openbare demonstraties van wetenschappelijke vindingen en principes organiseren en was bereid lange lezingen over dit soort onderwerpen bij te wonen.
Kangxi zag het als zijn opdracht om de confuciaanse intelligentsia van het land tot samenwerking te brengen met de Qing, ondanks hun grote reserves tegen het bewind van de Mantsjoes en hun nog aanwezige loyaliteit aan de Ming. Hij deed dat door een beroep te doen op confuciaanse waarden. In 1670 liet hij het Heilig Edict uitkomen. Het was een geschrift waarin hij aangeeft dat de ordening van de samenleving gebaseerd dient te zijn op de essentie van het confucianisme. Het was bedoeld als een poging tot een vorm van sociaal contract met die intelligentsia te komen.
Mede om die reden gaf hij in 1679 de opdracht tot het schrijven en samenstellen van de Geschiedenis van de Ming, het laatste boek van de Vierentwintig Geschiedenissen, de verzameling officiële geschiedenissen van Chinese keizerlijke dynastieën. Het boek was zelf was pas in 1739 gereed.

## Periode van het regentschap
Na het overlijden van Shunzhi was er sprake van een regentschap van vier mensen; Soni, Suksaha, Ebilun en Oboi. Tijdens de regeerperiode van Shunzhi waren in toenemende mate Han-Chinezen op hoge posten benoemd. De regent voor Shunzhi, Dorgon, was begonnen met het beleid van het creëren van een vorm van diarchie, waarbij vroegere Ming-functionarissen en Mantsjoes gezamenlijk een hoge administratieve functie uitoefenden. Binnen de elite van de Mantsjoes werd met name over het laatste punt heel verschillend geoordeeld. Er waren facties die een acceptatie van Chinese wijzen van besturen radicaal afwezen.

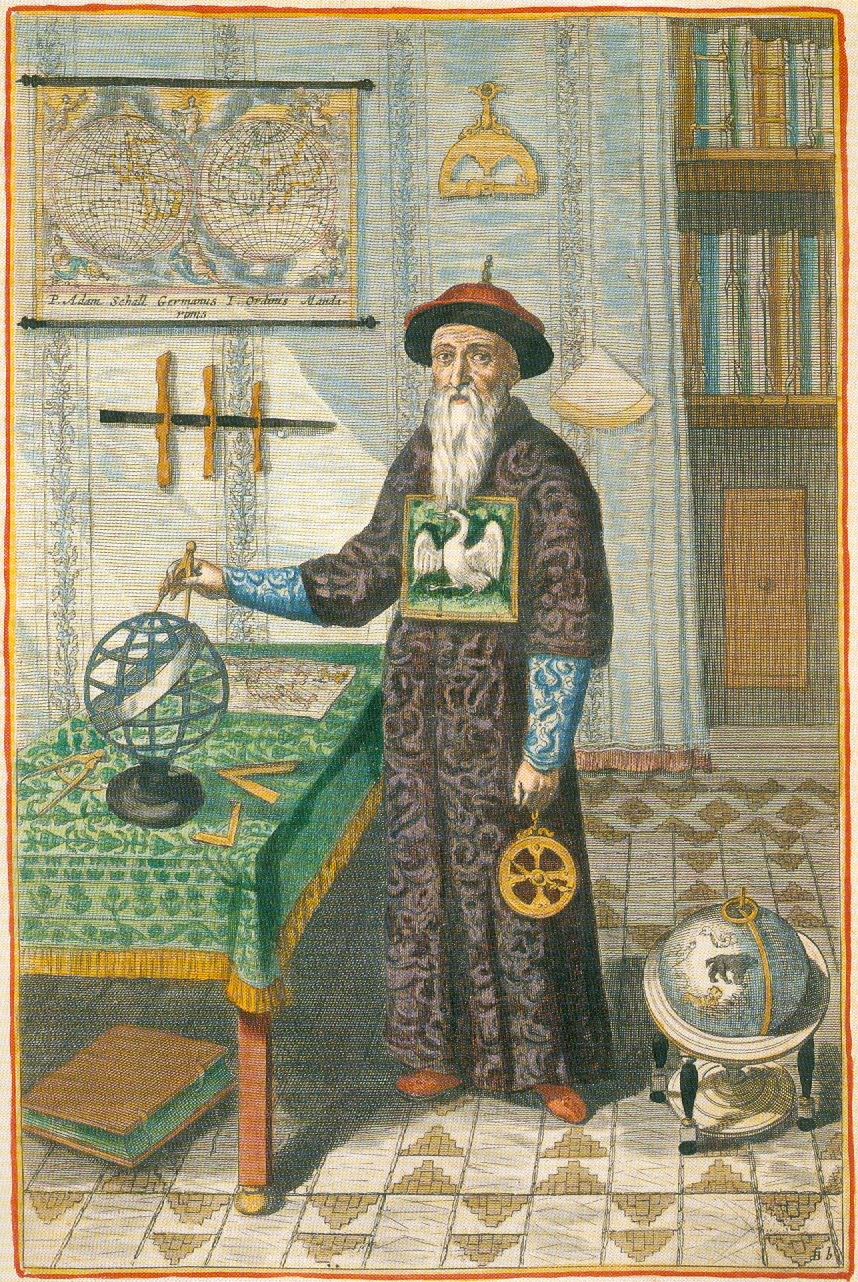
Johann Adam Schall von Bell

De eerste maatregel die de regenten namen was het afschaffen van de dertien yamen, instituten die verantwoordelijk waren voor de organisatie van de keizerlijke huishouding en waarin Shunzhi vooral Chinese eunuchs had geplaatst. Die yamen waren georganiseerd op het model van de Ming-dynastie en een doorn in het oog van veel Mantsjoes vanwege het feit dat de eunuchs tijdens de Ming-periode aanzienlijke politieke macht hadden verkregen met soms catastrofale gevolgen. Ze werden vervangen door een Departement voor de Keizerlijke Huishouding dat vooral uit horigen vanuit het vendelsysteem van de Mantsjoes bestond.
Johann Adam Schall von Bell, hoofd van het Astronomisch Bureau in Peking en de leidinggevende van de missie van de jezuïeten in China was een vertrouweling van Shunzhi geweest. Zonder de steun van Shunzhi waren de jezuïeten aan het Bureau echter kwetsbaar voor aanvallen geworden. In 1661 werd door een factie binnen het Bureau een beschuldiging tegen Schall ingebracht dat hij opzettelijk een ongunstige datum en plaats zou hebben gekozen voor de begrafenis van prins Rong, een zoon van de favoriete gemalin van Shunzhi. Na een onderzoek van zeven maanden werden Schall en zeven anderen van het Bureau, waaronder vier Chinese christenen veroordeeld tot de doodstraf. Uiteindelijk kreeg Schall gratie, de anderen werden geëxecuteerd. In mei 1665 kon Schall de gevangenis verlaten. Hij overleed een jaar later mede als gevolg van de omstandigheden van die gevangenschap. Een groot deel van de jezuïeten werd naar Kanton verbannen. Kerken in de provincies werden gesloten en de verdere verbreiding van het christendom verboden.
De regenten pretendeerden terug te keren tot een geïdealiseerde, militaristische, pure Mantsjoe-staat die in die vorm nooit had bestaan. Het beleid van Shunzhi om de autonomie van de afzonderlijke vendels binnen het vendelsysteem te beperken werd door de regenten wel voortgezet. Zowel het zuiden als noorden van Mantsjoerije werden afzonderlijke provincies onder militaire gouverneurs.
De regenten traden echter niet of nauwelijks op tegen de steeds verdergaande autonomie in drie gebieden in het zuiden die gecontroleerd werden door legeraanvoerders die in de laatste fase van de Ming-dynastie overgelopen waren naar de Mantsjoes, voor hen een groot deel van de rest van China hadden veroverd en als beloning een aantal leengoederen hadden ontvangen. Dit zou onder het persoonlijk bewind van Kangxi leiden tot de opstand van de Drie Leengoederen.
De gezondheid van Sonin begon te verslechteren en Oboi begon de dominante factor van de vier regenten te worden. In 1667 trachtte de al ernstig zieke Sonin die dominantie te keren door de toen 14-jarige Kangxi te verzoeken zijn persoonlijk bewind aan te vangen. Een maand na het overlijden van Sonin in juli 1667 werd Kangxi geïnstalleerd. De drie resterende regenten kregen formeel een rol als adviseur, maar Oboi bleef de bepalende factor in de uitoefening van de macht. Hij dwong Kangxi om Suksaha en zijn familie te laten executeren en had de controle over Ebilun. In 1669 greep Kangxi zelf de macht en liet Oboi arresteren. Het oorspronkelijke vonnis was de doodstraf maar werd omgezet in een gevangenisstraf. Oboi overleed na enkele maanden in die gevangenis.

## De opstand van de Drie Leengoederen en de verovering van Taiwan

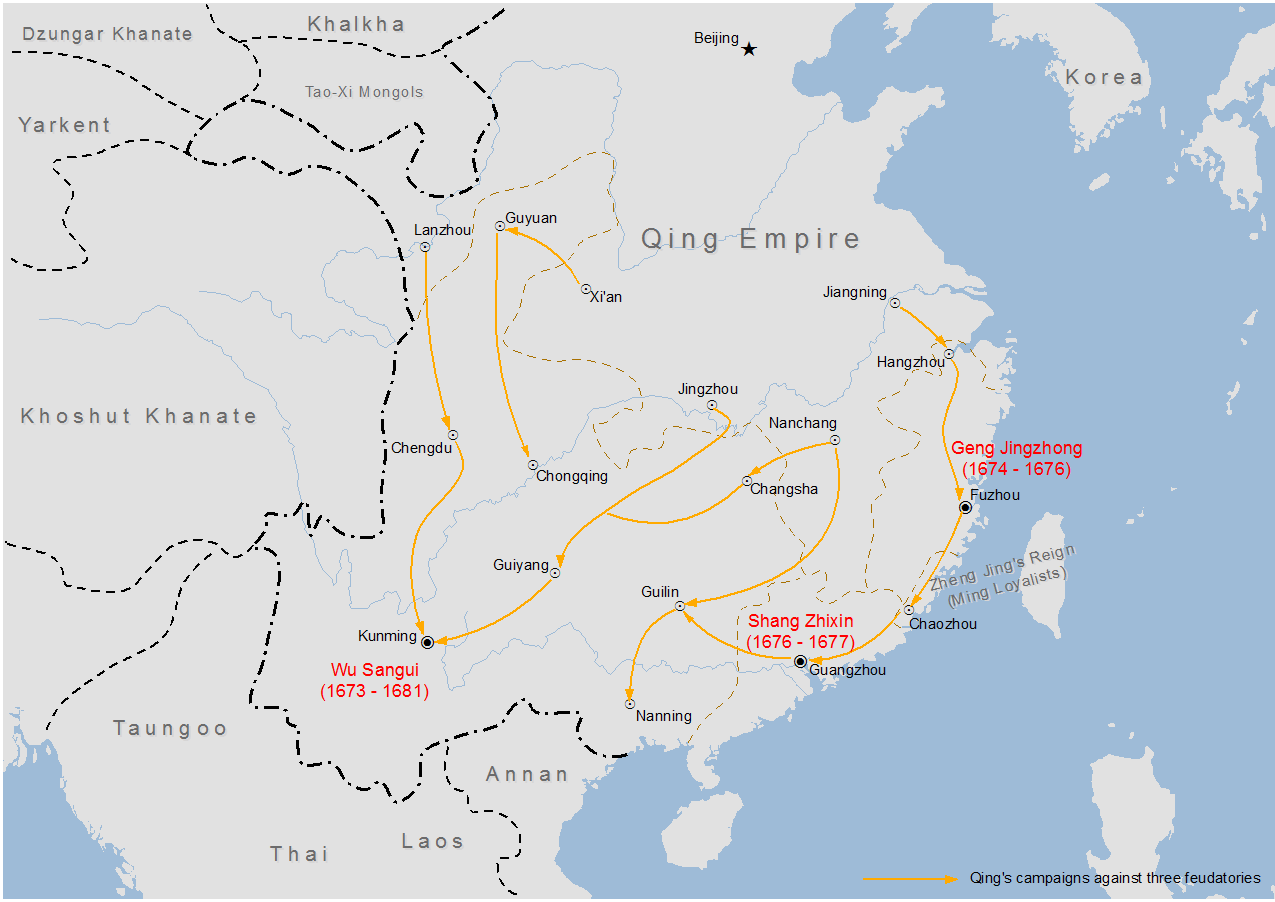
Het gebied van de opstandige provincies

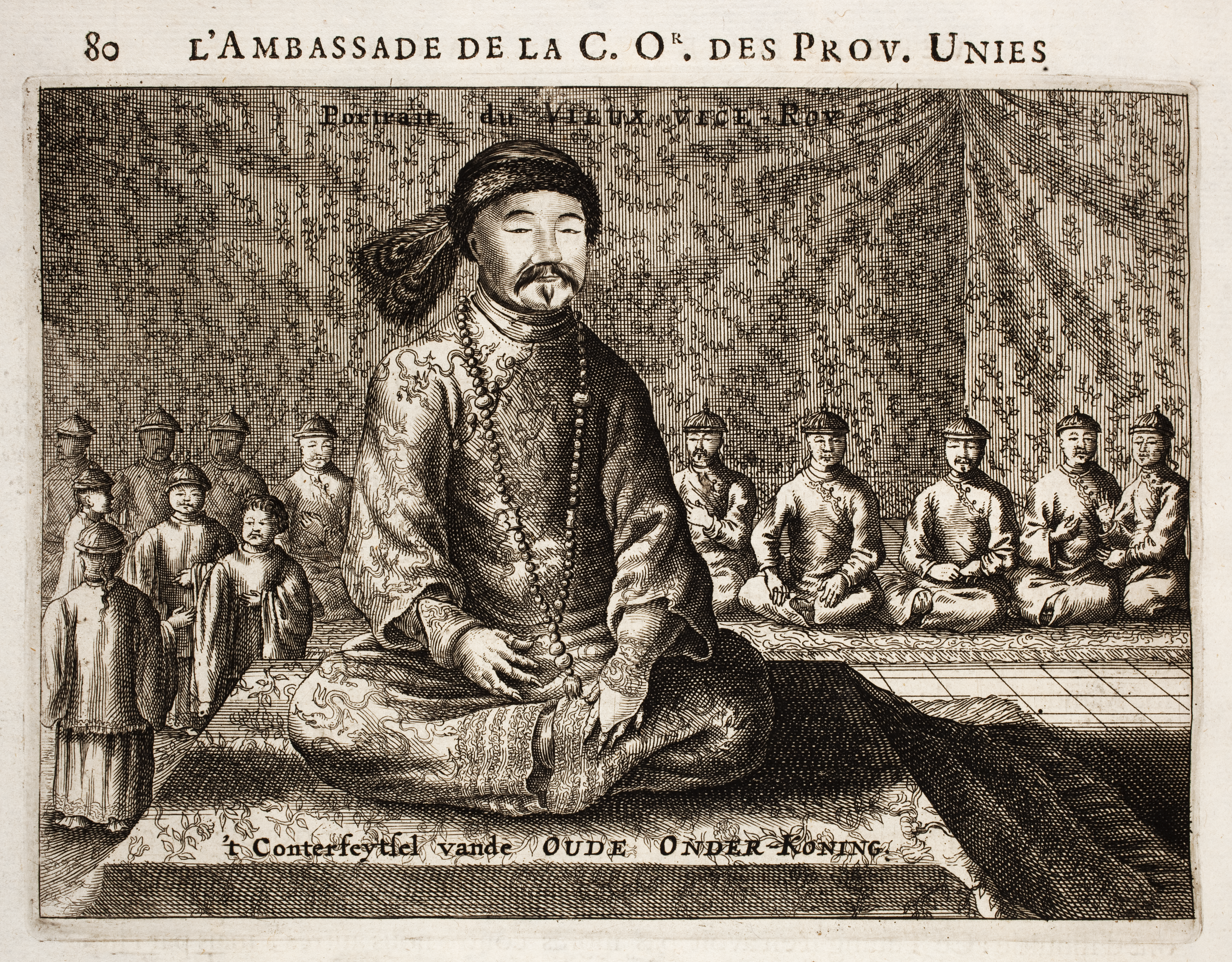
Shang Kexi, een van de drie opstandige gouverneurs, getekend door Joan Nieuhof in 1655

Vanaf 1669 trachtte Kangxi de macht van de drie gouverneurs in de zuidelijke provincies te beperken. Een belangrijke reden waren de enorme subsidies aan de in die provincies aanwezige legers terwijl Kangxi niet zeker was van hun loyaliteit. In 1673 boden de drie gouverneurs hun ontslag aan en verklaarden verder te willen leven in Mantsjoerije. Dat ontslag werd geaccepteerd onder de voorwaarde dat hun zoons hen niet zouden opvolgen. Kangxi wilde onder geen beding de mogelijkheid scheppen dat er zich in deze drie gebieden nieuwe erfelijke dynastieën zouden ontwikkelen. Het militair bestuur onder een gouverneur in Guandong werd opgeheven en Kangxi beval de gouverneur zijn legers in Guandong te ontmantelen. De belangrijkste van de drie gouverneurs, Wu Sangui, vatte dit op als een oorlogsverklaring aan de zuidelijke provincies. In december 1673 riep hij de onafhankelijkheid uit van Yunnan en voerde een aantal offensieven uit in Guizhou en Hunan. Tegelijkertijd kwamen ook Shang Zhixin en Geng Jinzhong in hun provincies in opstand. Geng Jinzhong verklaarde zich in 1674 onafhankelijk en voerde offensieven richting het noorden uit tot in Zhejiang. Shang Zhixin verklaarde zich ook onafhankelijk, consolideerde zijn machtsbasis in Lanton en viel met zijn legers Jiangxi in. Wu Sangui proclameerde de nieuwe Zhou-dynastie met zichzelf als keizer.
De opstand viel samen met de strijd van de Qing om het bezit van Taiwan. In 1662 had Koxinga de VOC verdreven uit Nederlands-Formosa en daar een eigen koninkrijk Tungning gesticht. Koxinga overleed in hetzelfde jaar van de verovering en werd opgevolgd door zijn zoon Zheng Jing. Deze leverde goederen aan de opstandelingen op het vasteland en voerde zelf in 1676 een invasie uit in Fujian waar hij een aantal steden aan de kust bezette. Die werden in 1677 door de Mantsjoes veroverd. In 1678 voerde Zheng Jing een tweede invasie van Fujian uit en bezette met een troepenmacht van 30.000 man steden als Xiamen en eilandengroepen als Quemoy. In 1680 werd hij gedwongen die weer te ontruimen. Zheng Jing overleed in 1681 waarna zijn zoon Zheng Keshuang zich overgaf aan de Mantsjoes. Taiwan werd daarmee een deel van het rijk van de Qing-dynastie.
De revolte van de drie opstandige gebieden was in 1681 voorbij. In 1674 had Wu Sangui met de inval in Hunan het initiatief genomen en de mogelijkheid gehad om verder met zijn troepen op te rukken. Die mogelijkheid had hij onbenut gelaten. Er werd door de drie gouverneurs van de opstandige provincies ook niet of nauwelijks effectief samengewerkt. Geng Jinzhong en Shang Zhixin gaven zich in 1676 en 1677 over. Een derde reden was het overlijden van Wu Sangui in 1678, de motor achter de opstand. Hij werd als keizer van de Zhou-dynastie opgevolgd door een kleinzoon, Wu Shifan, die achtervolgd door troepen van de Mantsjoes in Kunming in 1681 zelfmoord pleegde. Hiermee was de opstand geheel voorbij.
In 1684 vaardigde Kangxi een nieuw edict uit waarin hij het verbod op scheepvaart uit en met het buitenland ophief en opriep tot handel. Het gevolg was een enorme opleving van de intra-Aziatische handel die met name via de grote Chinese kolonies in Zuidoost-Azië in bijvoorbeeld Manilla en Batavia plaatsvond. Deze was nu niet meer afhankelijk van smokkel naar en uit China. In 1685 proclameerde Kangxi de opening van een groot aantal havens voor deze intra-Aziatische handel en opende daar douanekantoren om belasting te heffen. Vier van die havens werden geopend voor Europese handelaren.

## Relaties met Rusland en de Dzjoengaren

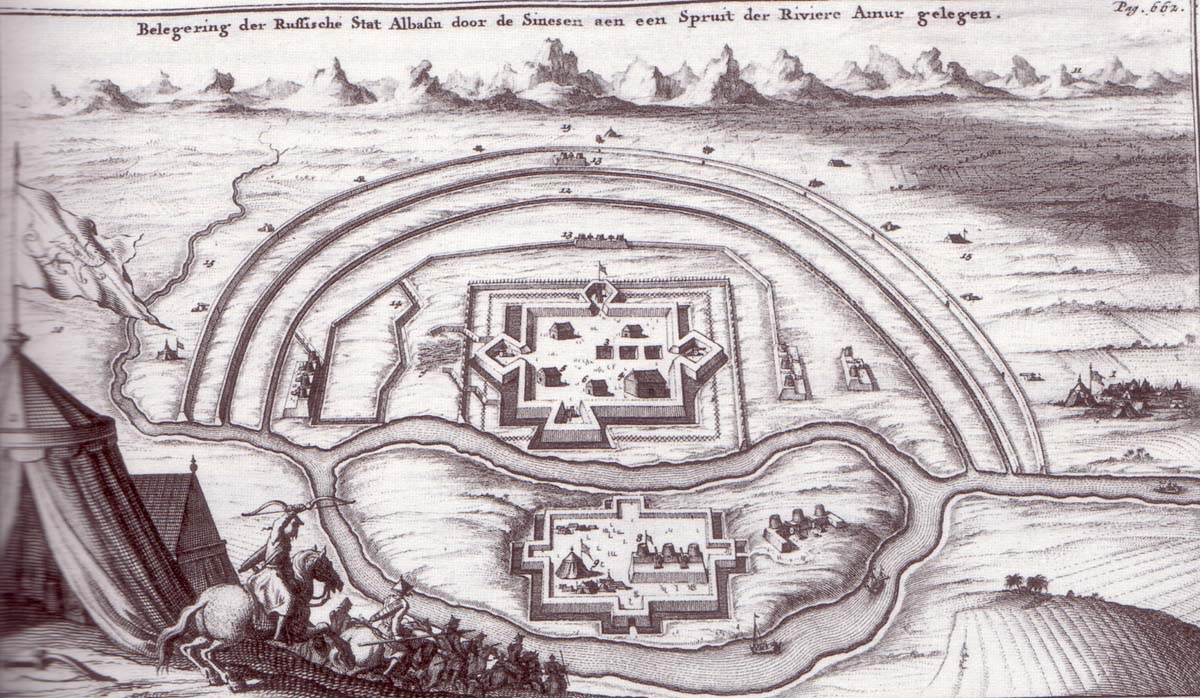
Belegering door Chinese troepen van het Russische fort Albazin, Nederlandse gravure uit de XVII eeuw

Vanaf eind zestiende eeuw was er sprake van een toenemende Russische expansie naar het oosten. In 1643 trok Vasili Pojarkov zuidwaarts vanaf Jakoetsk en bereikte de Amoer. In 1650 plunderde Jerofej Chabarov de streek Daurië en legde de lokale Daur, Evenken de jasak, een belastingplicht op. Hij meldde vruchtbare valleien, brede rivieren en een overvloed aan sabelmarters en vis. Het land van de Amoer beloofde grote rijkdommen en zou in staat zijn om de inmiddels in Siberië gevestigde forten en nederzettingen te bevoorraden, waardoor de aanvoer van voorraden uit Europees Rusland overbodig zou worden. Dit was dan ook de motivatie voor het stichten van het fort Albazin door Erdei Pavlovich Khabarov in 1650. Khabarov bracht ook een aantal stammen die tribuutplichtig aan de Mantsjoes waren een nederlaag toe. Dit bracht de Russen onvermijdelijk in contact en in conflict met de Qingdynastie.
Rond 1680 was bij zowel de Russen als de Mantsjoes het besef doorgedrongen dat beide partijen gebaat waren bij duidelijke en veilige grenzen. Kangxi realiseerde zich dat veiligheid verkregen kon worden door het bieden van handelsmogelijkheden aan het Russische rijk en de Russen realiseerden zich dat dit alleen mogelijk was als ze de macht van de Qing-dynastie erkenden.
Na het bedwingen van de opstand van de Drie Leengoederen had Kangxi in 1683 een aantal brieven aan de Russen gestuurd met het aanbod om te onderhandelen onder de voorwaarde dat het fort bij Albazin door hen ontmanteld zou worden. De brieven arriveerden pas eind 1685 in Moskou en tegen die tijd hadden troepen van de Mantsjoes het fort al vernietigd. Als gevolg van die krijgshandelingen vestigden zich in deze periode een aantal Russische gevangenen en deserteurs in Peking. Door zowel Chinezen als Mantsjoes werden deze Russen Albaziners genoemd. Hun aanwezigheid zou enige decennia later de formele reden zijn voor de stichting van de Russisch-orthodoxe missie in China.

### Galdan
Een tweede element werd gevormd door Galdan (1644-1697), de leider van de Dzjoengaren. Hij had de ambitie een nieuw groot Mongools rijk te stichten dat zijn basis zou hebben in Centraal-Azië. Het kanaat van Dzjoengarije was een rijk land. Al sinds 1640 had het gebied een monopolie op de handel met de Russische vestigingen in het westen van Siberië, waarmee het ook veel politieke contacten onderhield. Het kanaat beheerste een groot deel van de oude handelsroutes en die positie werd nog sterker toen Galdan in 1678 een groot deel van het islamitische Tarimbekken veroverde. Galdan gebruikte de rijkdom van het kanaat voor het stichten van steden als Hovd en Ulaagom, grote irrigatieprojecten en uiteraard een wapenindustrie. Ook zijn ambities leidden onvermijdelijk tot een conflict met de Qing-dynastie.
Voor Kangxi was de belangrijkste strategische overweging het voorkomen van een alliantie tussen Galdan en de Russen.

### Verdrag van Nertsjinsk
De Russen en Mantsjoes kwamen overeen om te onderhandelen in Russische fort Selenginsk. In 1688 viel Galdan echter het gebied van de Khalkha-Mongolen binnen en richtte een slachting onder de Khalkha's aan. Het grootste deel van het Khalkha-volk trok onder leiding van Zanabazar, de eerste Jebtsundamba, de Gobiwoestijn over en stelde zich onder bescherming van Kangxi. Een kleiner deel van de Khalkha’s vluchtte naar Selenginsk. Dat gaf vertraging in het starten van de onderhandelingen en uiteindelijk werd overeengekomen dat deze zouden plaatsvinden verder naar het oosten bij Nertsjinsk.
De Russische positie was aanzienlijk zwakker dan de Chinese. De Russen gaven dan ook toe aan de meeste eisen van de Mantsjoes. De grens zou getrokken worden ten noorden van de Amoer. De Russen behielden controle over de gebieden ten noorden van de Argun. De Mantsjoes zagen af van claims op gebieden die zij tot dan toe nooit hadden beheerst, maar door handelsmogelijkheden te bieden aan de Russen verzekerden ze zich er van dat de Russen geen coalitie met Galdan zouden sluiten. Rusland mocht één keer in de vier jaar een uitgebreide handelskaravaan naar Peking sturen. De Mongoolse stammen aan beide zijden van de grens zouden voortaan ook niet meer van belastingplicht en protectie kunnen wisselen door hun oorspronkelijke grondgebied te verlaten.
Galdan werd gelijk geconfronteerd met de consequenties van het verdrag. In begin 1690 verzocht hij de Russen om militaire bijstand bij een volgende aanval op het Khalka gebied die resoluut geweigerd werd. In essentie waren de Russen niet zozeer uit op gebiedsuitbreiding, maar vooral op handelsmogelijkheden op de Chinese markt. De Qing wilden vooral veiligheid aan de grenzen en vooral het verzekeren van Russische neutraliteit bij de komende onvermijdelijke militaire confrontatie met het kanaat van de Dzjoengaren onder Galdan.
Het gevolg van deze gebeurtenissen was dat het gebied van de Khalkha-Mongolen - globaal het gebied van de huidige republiek Mongolië- tot aan 1911 deel zou uitmaken van het Chinese rijk.
Het verdrag van Nertsjinsk werd in 1727 aangevuld en nader gedetailleerd met bepalingen in het Verdrag van Kjachta.

### Veldtochten tegen Galdan
Vanaf 1690 vonden een aantal veldtochten tegen Galdan plaats. De Chinese legers hadden – gezien de afstand – grote logistieke problemen en Galdan wist een beslissende veldslag te voorkomen. In 1696 was de situatie voor Galdan echter uitzichtloos. Tijdens de laatste militaire campagne van april 1697 overleed Galdan onder mysterieuze omstandigheden. Het was zijn neef en opvolger Tsewang Rabtan, die de resten van het stoffelijk overschot aan Kangxi uitleverde. In 1698 werden tijdens een grote plechtigheid in Peking de beenderen van het lichaam van Galdan verpletterd en daarna verstrooid.
De kracht van het kanaat van de Dzjoengaren was echter niet gebroken. Tot midden achttiende eeuw zouden zij door de Mantsjoes als de grootste bedreiging van de veiligheid van het rijk gezien worden.

## Interventies in Tibet
Na een decennialange burgeroorlog was de gelugtraditie van het Tibetaans boeddhisme dankzij een militaire interventie van Gushri Khan, leider van de Khoshut-Mongolen, in 1641 de dominante machtsfactor in Tibet geworden. De vijfde dalai lama, Ngawang Lobsang Gyatso (1617-1682), werd als gevolg hiervan de belangrijkste en meest invloedrijke geestelijke in het land en de eerste dalai lama die ook wereldlijke macht verkreeg.
In 1652 had deze op uitnodiging van Shunzhi een bezoek aan Peking gebracht. Er werd van uitgegaan dat de dalai lama een pacificerende werking en invloed op de Mongoolse stammen zou hebben die inmiddels alle overgegaan waren tot het Tibetaans boeddhisme. Dit uitgangspunt werd aanvankelijk ook door Kangxi overgenomen.
Vanaf ongeveer 1670 was er sprake van een vorm van een alliantie tussen Galdan, leider van de Dzjoengaren, en de dalai lama. In In 1679 ontving Galdan van de dalai lama de titel van Boshugtu Khan (Khan bij de Gratie God).

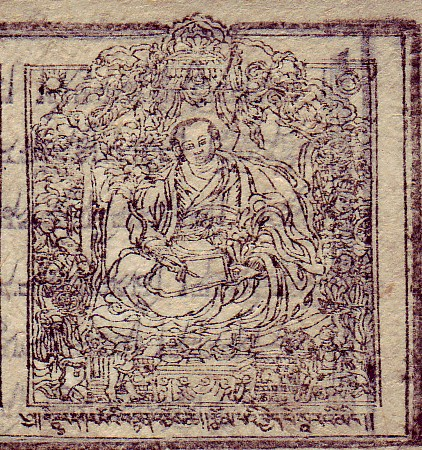
Sangye Gyatso, de regent in Tibet

Het overlijden van de dalai lama in 1682 werd door de regent in Tibet, Sanggye Gyatso, vijftien jaar geheim gehouden. In 1684 schreef Kangxi, onwetend van dit overlijden, nog in uiterst vriendelijke woorden aan de dalai lama en verzocht hem te bemiddelen in onderlinge vetes tussen de Khalkha-Mongolen. In de jaren daarna constateerde Kangxi echter een verdere groei van de alliantie tussen de Dzjoengaren en de dalai lama, maar in feite de regent Sanggye Gyatso.
In 1691 benaderde Kangxi – nog steeds onwetend van het overlijden – de dalai lama op een heel andere toon.
U liegt, terwijl u pretendeert de vrede te bevorderen. U bent aan het complotteren met Jilung Khuthuktu, een bondgenoot van Galdan. Die is geen voorstander van de vrede. Galdan probeert onze grenzen binnen te komen en te plunderen. U geeft uw lama's niet de juiste opdrachten. U geeft ze mijn instructies niet door. U bent te gulzig naar financiële winst, u bedriegt en u verbergt de activiteiten van Galdan.
Als de regent na het overlijden van Galdan het feit bekendmaakt dat de dalai lama al vijftien jaar overleden is heeft deze al het krediet bij Kangxi verspeeld.

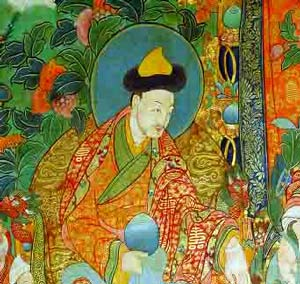
Lhabzang, Muurschildering in Sera

Güshri Khan werd na de militaire steun in de burgeroorlog aan de gelug formeel koning van Tibet maar keerde naar Kokonor terug. Daarna bemoeiden Güshri Khan en zijn directe opvolgers als stamhoofd van de Khoshuts zich feitelijk nauwelijks meer met het bestuur in Tibet, hoewel zij nooit formeel afstand deden van hun rechten als heerser van het gebied.
Die situatie veranderde met de leider van de Koshut aan het einde van de 17e eeuw, Lhabzang Khan, die de ambitie had weer actief een heersende rol in Tibet te spelen. Hij eiste even na 1702 zijn formele rechten op. Hij bezette met grote instemming van Kangxi het land en wist de zesde dalai lama, Tsangyang Gyatso, af te zetten. Lhabzang had de steun van het overgrote deel van de Tibetaanse adel. De hiërarchie van de gelugtraditie en met name de abten van de grote kloosters rondom Lhasa begonnen zich echter in toenemende mate van hem af te keren. Zij zochten toenadering tot Tsewang Rabtan (1643-1727), de leider van de Dzjoengaren. In 1717 viel zijn broer Tsering Dondup met een strijdmacht Tibet binnen. Door handlangers binnen de stad wisten zij Lhasa relatief gemakkelijk in te nemen. De Dzjoengaren creëerden al snel een vorm van een schrikbewind. Zij plunderden Lhasa en het Potalapaleis Zij introduceerden een vorm van inquisitie, die de grote gelugkloosters onderzocht. Als fanatieke gelovigen in de gelugdoctrine richtten zij hun acties in Centraal-Tibet vooral op kloosters en bezittingen van de nyingmatraditie.
Kangxi besloot om in te grijpen en een Chinese legermacht verdreef daarop in 1720 de Dzjoengaren uit Tibet en Lhasa. Dit was de aanvang van de periode van het Chinese protectoraat over Tibet.

## De katholieke missie

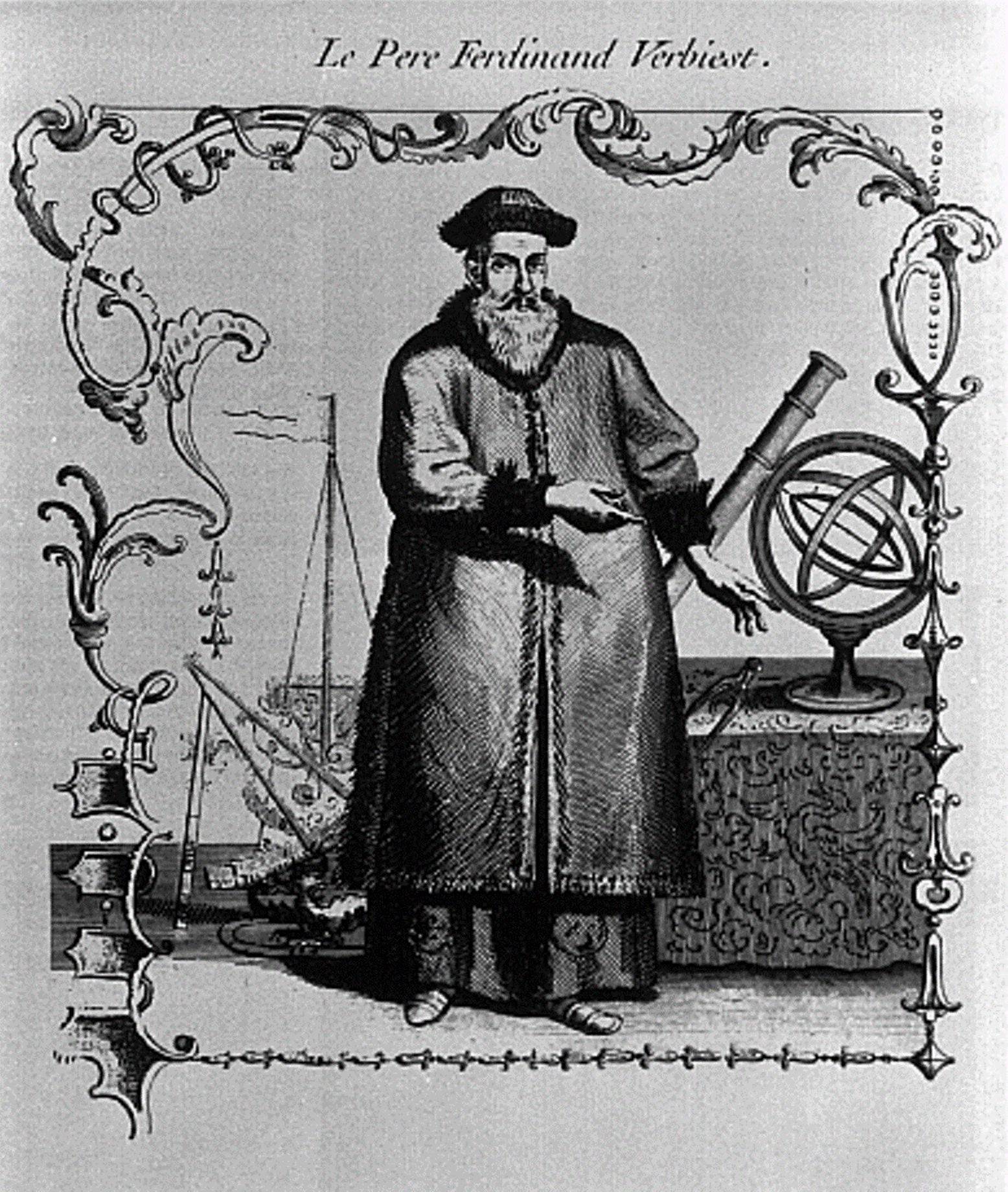
Ferdinand Verbiest

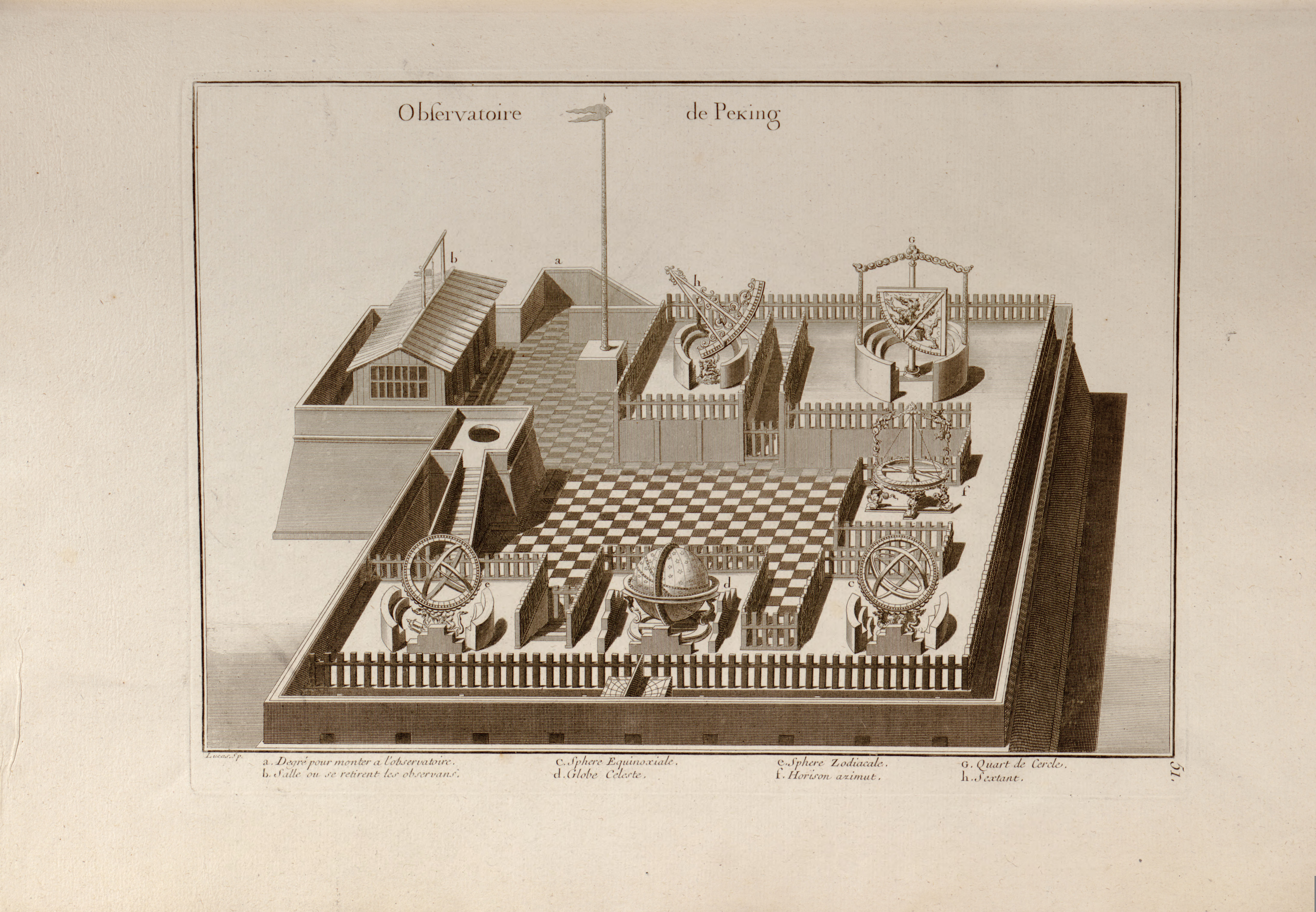
Het observatorium van het Astronomisch Bureau in Peking

Tijdens de periode van het regentschap waren de meeste missionarissen verbannen naar Kanton. In 1671 gaf Kangxi toestemming dat zij naar hun eigen diocees in het land kondern terugkeren. Dit was onder de voorwaarden dat er geen nieuwe bekeringen zouden worden gemaakt en geen nieuwe kerken zouden worden gebouwd. De missionarissen waren echter vrij in de uitoefening van het christendom en in de zorg voor hun bestaande gemeenschappen. Die voorwaarden werden ook niet strikt gehandhaafd. Ferdinand Verbiest die Schall was opgevolgd bij het Astronomisch Bureau pleitte herhaaldelijk voor het formeel opheffen van de beperkingen. De enige concessie die hij in 1687 verkreeg was een verbod om het christendom te vergelijken met opstandige bewegingen als de Witte Lotus.
In maart 1692 vaardigde Kangxi een edict van tolerantie uit. Het was een gebaar van dank voor de hulp van de jezuïeten bij het produceren van kanonnen en tijdens de onderhandelingen die hadden geleid tot het Verdrag van Nertsjinsk met Rusland. De jezuïeten beschouwden het edict als een grote stap voorwaarts en presenteerden het ook als zodanig in Europa. Het werd vergeleken met het Edict van Nantes van 1598. Het edict werd geïnterpreteerd op een wijze die de missionarissen de mogelijkheid zou geven om onbeperkt in China te evangeliseren. Die opvatting heeft lang stand gehouden omdat daarna een periode van rust aanbrak en het aantal bekeringen ook relatief sterk toenam.
In de eenentwintigste eeuw relativeren hebben historici het belang van het edict sterk gerelativeerd. De tekst van het edict zegt vrijwel niets over het christelijk geloof. Het meldt alleen dat het christendom niet aanzet tot opruiing en daarom niet verboden hoeft te worden. De tekst plaatst christelijke missionarissen op exact hetzelfde niveau als boeddhistische monniken en niet - Chinese lamas, die het ook geoorloofd is tempels te hebben en rituelen uit te voeren. Het christendom werd getolereerd als een particuliere opvatting en cultus en zolang christenen zich niet verzetten tegen de staat en geen chaos veroorzaakten konden ze hun rituelen in hun eigen kerken en huizen uitvoeren. Het edict bevestigde dus vooral de toen bestaande situatie

### De ritenstrijd

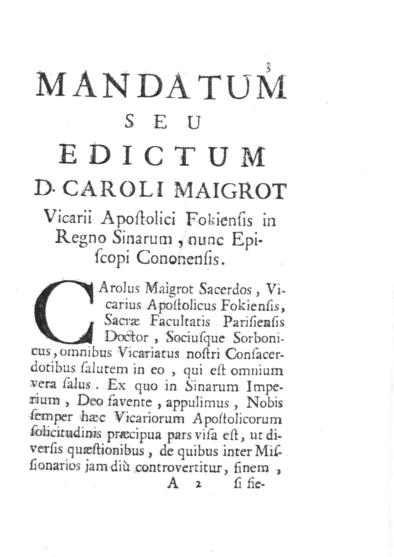
Voorpagina van het document Mandatum seu Edictum

De missiestrategie van de jezuïeten was gebaseerd op uitgangspunten die geformuleerd waren door Matteo Ricci.
De belangrijkste pijler van die missiestrategie was het accommoderen van een aantal Chinese riten in de uitoefening van het christelijk geloof in China. Het belangrijkste deel was de opvatting, dat de verering van Confucius en voorouderverering een Chinese cultureel en maatschappelijk gebruik was, een rite, die niet strijdig was met de essentie van het christelijke geloof. Met name dit onderdeel werd onderwerp van de ritenstrijd.
Andere ordes, zoals franciscanen en dominicanen die later in China waren gearriveerd bestreden die opvatting. Gedurende de zeventiende eeuw hadden achtereenvolgende pausen geen of onderling tegenstrijdige besluiten over de kwestie genomen. In 1693 vaardigde de apostolisch vicaris van Fujian, Charles Maigrot, in het document  Mandatum seu Edictum  een verbod af ten aanzien van de tolerantie van de riten.
Het conflict werd heviger en een meer definitieve beslissing van de Heilige Stoel werd onontkoombaar. In 1704 vaardigde Paus Clemens XI het decreet Cum Deus optimus uit. De essentie was een veroordeling van het beleid van de jezuïeten en een verbod op de praktijk van het accommoderen. Al voor de publicatie van het decreet had de paus Charles-Thomas Maillard De Tournon tot pauselijk legaat benoemd voor de missie in het Verre Oosten met de opdracht een oplossing te zoeken voor de strijd.
In China lieten De Tournon en de ook naar Peking geroepen Maigrot in gesprekken met Kangxi een openlijke afkeer blijken van een aantal Chinese gebruiken en rites. In december 1706 gaf Kangxi het bevel dat voor missionarissen voortaan een certificaat, een piao, vereist was om in China te kunnen blijven. Deze piao  zou alleen verstrekt worden aan missionarissen die bereid waren te verklaren dat zij zouden werken volgens de regels van Matteo Ricci. De Tournon reageerde vanuit Nanking in februari 1708 met de Regula van Nanking. Daarin werd de inhoud van Cum Deus optimus nog eens beklemtoond. De Tournon werd hierop verbannen naar Macau en daar overgedragen aan de Portugese autoriteiten, die echter zijn autoriteit als pauselijk legaat niet erkenden.
In 1706 waren er ongeveer 140 missionarissen in China aanwezig, waarvan de helft jezuïeten. Het grootste deel van hen vroeg en verkreeg de piao. Ongeveer 70 missionarissen, voor het grootste deel franciscanen en dominicanen, verlieten het land. Enkelen van hen wisten zich min of meer illegaal in sommige provincies te handhaven. In 1711 herbevestigde Kangxi dat de bepalingen van het edict van tolerantie nog steeds geldig waren voor die missionarissen die een piao  hadden ontvangen. Deze situatie bleef de rest van de periode van Kangxi ongewijzigd.

## Bestuur
De besluitvorming was tijdens de regeerperiode van Kangxi veel meer dan onder zijn opvolgers een zaak van de keizer zelf. Onder zijn opvolger Yongzheng verminderde dat al, maar pas onder Qianlong (1711-1799) worden de keizers onderdeel van een proces van meer collectieve besluitvorming. Kangxi was in staat een fenomenale hoeveelheid rapporten dagelijks te lezen en van commentaar te voorzien. Voor de uitvoering van zijn besluiten was een soepel lopende communicatie tussen hem en het ambtelijk apparaat essentieel.

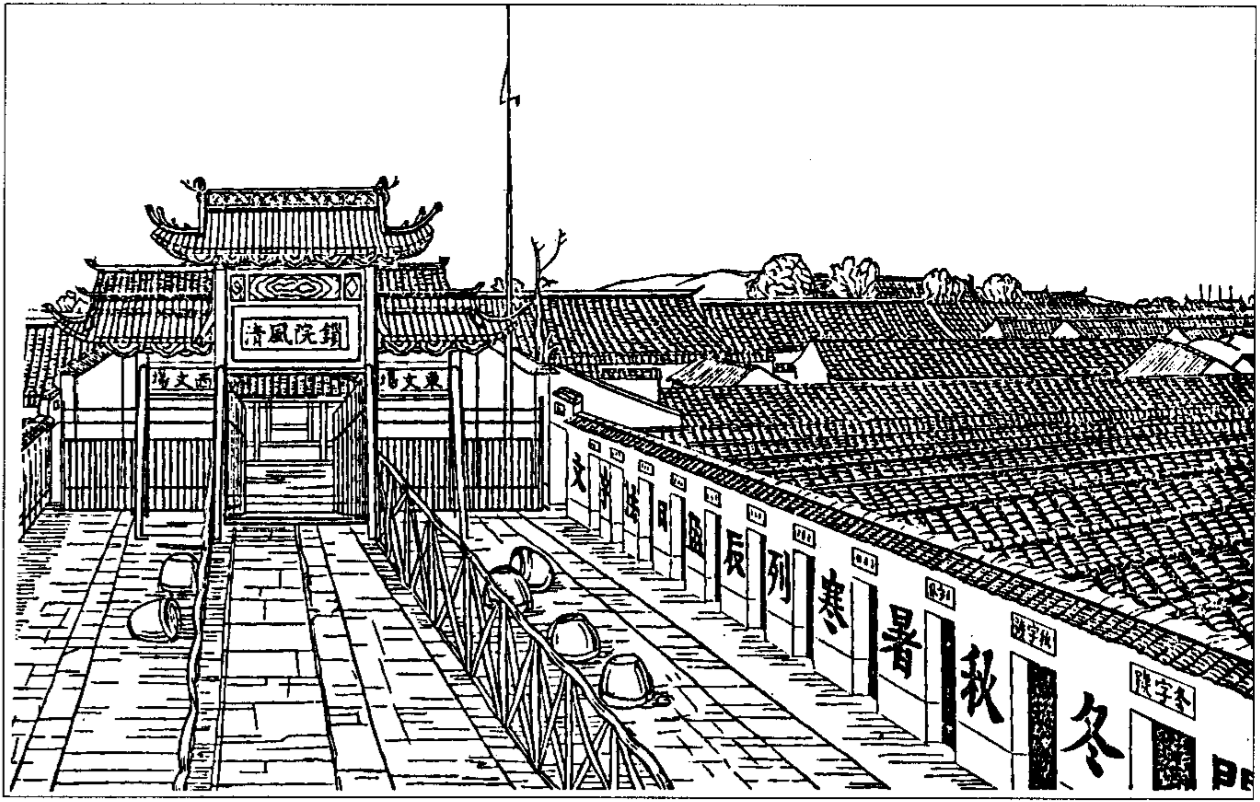
De ingang tot de hal van het examengebouw in Nanking. Hier werden examens met 10.000 kandidaten tegelijkertijd afgenomen

Van de Ming hadden de Mantsjoes het bestaande Grote Secretariaat overgenomen. Het diende vooral als het communicatiekanaal tussen de keizer en andere ambtenaren. In de periode van Kangxi bestonden zes ministeries. Inkomsten en Belasting, Personeelszaken, Oorlog, Justitie, Openbare Werken en Riten. Deze ministeries hadden een meer adviserende dan direct uitvoerende taak. Onder het Ministerie van Riten vielen niet alleen zaken als protocol, etiquette en ritueel, maar ook de verantwoordelijkheid voor het Chinees examenstelsel, onderwijs meer in het algemeen en een deel van de diplomatieke relaties met omringende landen.
In 1693 ging Kangxi over tot het creëren van het Paleismemoriesysteem, waardoor hij rapporten kon ontvangen zonder dat die eerst alle ambtelijke organen hoefden te passeren. Binnen de gehele overheidsadministratie waren enkele honderden personen bevoegd om berichten via het Paleismemoriesysteem te zenden. Als een keizer echter de mening had, dat ook de rapporten via dit systeem te veel routine werden kon hij dat aantal verhogen en bijvoorbeeld over bepaalde onderwerpen ook niet-bestuurders uitnodigen om over een specifiek onderwerp gedurende een zekere periode nieuwe ideeën via het memoriestysteem in te zenden. Kangxi kreeg op die manier ook vertrouwelijke informatie over het gedrag van zijn mogelijke opvolgers en op de steun die deze wel of niet hadden bij facties aan het hof.
In 1713 nam Kangxi het besluit dat in economische zin op langere termijn de meest invloed heeft gehad. In dat jaar kondigde hij aan dat de economische productie weer volledig op het niveau van het hoogtepunt van de Ming-dynastie was en dat het kadastrale onderzoek waaraan vele jaren was gewerkt voltooid was. De grondslag voor belastingheffing zou naar zijn oordeel dus permanent moeten worden. Er zou mogelijk nog wel nieuw te ontginnen land noodzakelijk zijn om de groei van de bevolking op te vangen en die zou op gelijke wijze belast moeten worden. Er was echter ook in de toekomst geen enkele noodzaak de grondslag voor belasting op grondopbrengst te verhogen, ook als verbeterde productiemethoden een hogere opbrengst zouden genereren. Geen enkele keizer na hem heeft het aangedurfd dit besluit fundamenteel te herzien.

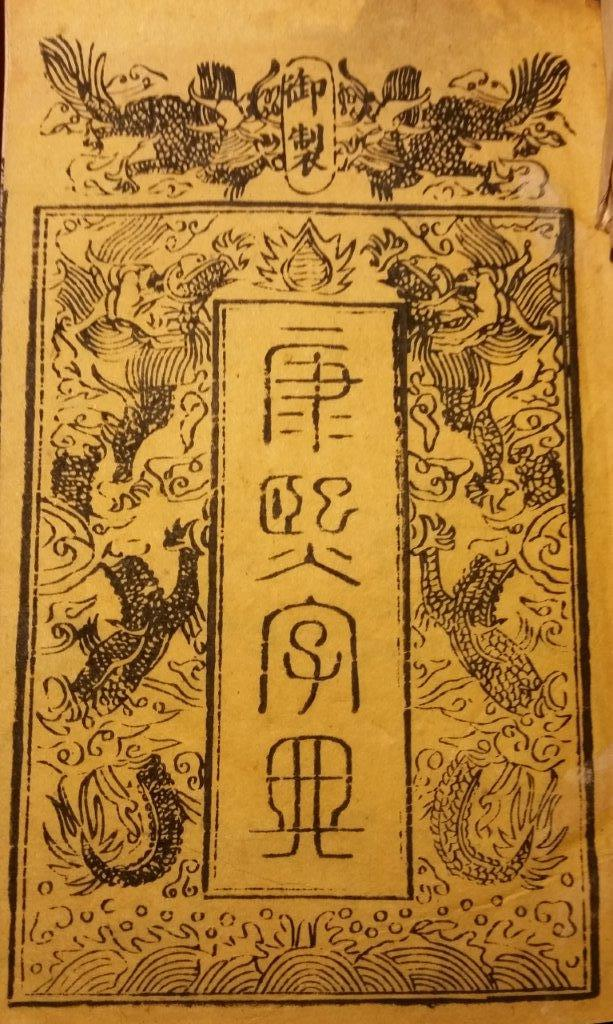
Frontispice van de derde editie uit 1827 van het Kangxi-woordenboek

Met dit besluit veroordeelde Kangxi zijn opvolgers tot het feit dat de staat uiteindelijk in toenemende mate moeilijkheden kreeg doordat het genoegen nam met een steeds kleiner deel van het bruto nationaal product en met het financieren van nieuwe uitdagingen in een economie met soms aanzienlijke inflatie. Het oordeel van de meeste hedendaagse historici is, dat de Chinese bevolking feitelijk te weinig belasting betaalde.

## Culturele aspecten
Kangxi gaf de opdracht tot het creëren van een nieuw Chinees woordenboek. Dit Kangxi-woordenboek (Kangxi zidian, letterlijk: Canon van schrifttekens van de Kangxi-periode) waarvan de eerste editie in 1716 uitkwam, bevatte 47.035 karakters en werd snel het standaardwoordenboek van de Chinese taal. De lijst van 214 Kangxi-radicalen is de standaardlijst voor de radicalen van de traditionele Chinese karakters.
Het neo-confucianisme zoals zich dat in de laatste periode van de Ming-dynastie manifesteerde met radicale vrijdenkers werd door Kangxi veroordeeld. In de periode van Kangxi werd teruggekeerd naar de basis van de neo-confucianistische gedachten van de Song-dynastie (960- 1279) met zijn nadruk op het beklemtonen van de noodzaak van sociale hiërarchie en zo conform mogelijke rituelen. Wel werden de speculatieve kosmologische elementen uit de periode van de Song sterk gerelativeerd. Het neo-confucianisme uit de periode van Kangxi kenmerkte zich door het zoeken naar zo praktisch mogelijke oplossingen voor sociale, economische en bestuurlijke problemen.

## De opvolging van Kangxi
Kangxi slaagde er niet in om zijn opvolging op een ordelijke wijze te regelen. De keizer had ongeveer 60 kinderen. Vierentwintig zoons daarvan bereikten tijdens zijn leven de leeftijd van volwassene. De een na oudste, Yinyeng, was aanvankelijk de eerste keus van Kangxi voor zijn opvolging. Yinyeng was de regent in Peking in 1696 en 1697 toen Kangxi afwezig was vanwege de campagnes tegen Galdan. Een aantal in Peking achtergebleven adviseurs uit de elite van de Mantsjoes werd op basis van de ervaringen met Yinyeng tijdens dat regentschap uitgesproken tegenstander van zijn opvolging.
Zij vormden een factie die voorstander was van de opvolging door Yinssu, de achtste van de zoons van Kangxi. In 1708 nam Kangxi de beslissing om Yingyeng van de opvolging uit te sluiten onder meer vanwege seksueel wangedrag. De voorstanders van de opvolging door Yinssu spraken nu openlijk die voorkeur uit, maar vielen in ongenade bij Kangxi. Enige tijd later herbenoemde Kangxi Yinyeng opnieuw als zijn opvolger, maar in 1712 sloot hij deze opnieuw en definitief van de opvolging uit. Bij de elite van de Mantsjoes ontstonden nieuwe facties die ijverden voor verschillende kandidaten. Door de weigering van Kangxi een nieuwe opvolger te benoemen werd het een langdurig conflict dat tot na zijn overlijden zou voortduren.

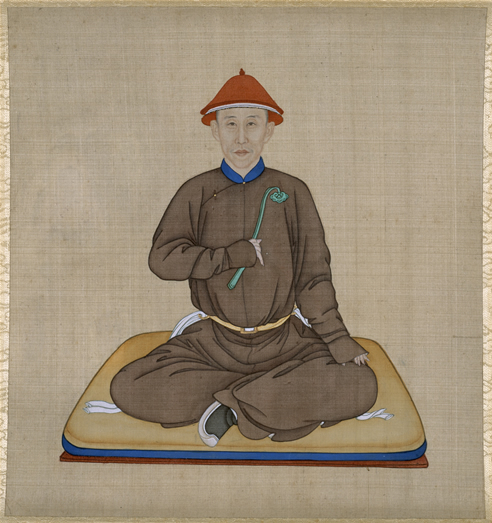
Yinzhen voor zijn keizerschap als Yongzheng

Vlak voor zijn overlijden waren er drie kandidaten met elk hun eigen factie van supporters overgebleven, Yinchih, Yinti en Yinzhen. Yinzhen had pas enkele jaren een zekere machtsbasis opgebouwd. Door een meerderheid binnen de elite van de Mantsjoes werd Yinti de meest waarschijnlijke kandidaat geacht. Yinti leidde de campagne tegen de Khoshut-Mongolen in Kokonor. In 1721 werd hij teruggeroepen naar Peking, maar in mei 1722 werd hij belast met de leiding van een nieuwe campagne.
Kangxi overleed op 20 december 1722. Yinti was nog steeds bij de campagne in het noordwesten van het land. Kangxi ontbood aan zijn sterfbed zeven zoons waaronder Yinzhen alsmede de commandant van de keizerlijke garde in Peking. Hij was nog in staat een verhaal te vertellen waarin hij vooral Yinzhen prees en hem tot zijn opvolger benoemde. Yinzhen zou zijn vader hierna nog drie maal bezocht hebben voordat Kangxi overleed. Het testament van Kangxi bevestigde de woorden die hij eerder die dag zou hebben gesproken, waarmee Yinzhen de nieuwe keizer Yongzheng werd.
Er waren onmiddellijk geruchten in Peking dat Yinzhen in samenwerking met de commandant van de keizerlijke garde in feite een staatsgreep had gepleegd en het testament van Kangxi zou hebben vervalst. Deze geruchten bleven circuleren tot diep in de periode van zijn keizerschap en zorgden aanvankelijk voor een wankele positie van dat keizerschap.